# Ettore Sacchi
Ettore Sacchi, né le 30 mai 1851 à Crémone et mort le 6 avril 1924 à Rome, est un avocat et homme politique italien. Il est l'un des fondateurs et l'un des principaux dirigeants du Parti radical italien.

## Biographie
Ettore Sacchi naît le 30 mai 1851 à Crémone dans le royaume de Lombardie-Vénétie. Il est diplômé en droit de l'Université de Pavie. Au cours de ces années, il devient membre de l'Extrême, le mouvement d'extrême gauche actif en Italie dans le deuxième parti du XIXe siècle. 
Après les élections générales de 1882, Sacchi devint membre de la Chambre des députés italienne. En 1898, après la mort du chef de gauche Felice Cavallotti, Sacchi devient le nouveau chef de l'Extrême et  commence un processus de modernisation qui prend fin en 1904, quand il fonde officiellement le Parti radical italien. 
Sacchi abandonne de plus en plus les idéologies de gauche, transformant le PR en un parti plus modéré. De plus, après l'assassinat du roi Umberto Ier, Sacchi l'exalte et pour cela est accusé de monarchisme par les socialistes. 
En 1906, il devint ministre de la Grâce et de la Justice sous la présidence de Sidney Sonnino. En 1910, il est nommé par Luigi Luzzatti, ministre des Travaux publics. 
Dans les années 1910, Sacchi noue une alliance politique avec le dirigeant dominant de cette décennie, Giovanni Giolitti, à la tête de l'Union libérale centriste. 
Lorsque la Première Guerre mondiale éclate, Sacchi est l’un des principaux partisans du neutralisme. En 1916, Sacchi redevient ministre de la Justice dans les cabinets des libéraux Paolo Boselli et Vittorio Emanuele Orlando. 
En 1919 Sacchi démissionne et rompt le soutien au gouvernement d'Orlando, mais aux élections générales de la même année, les radicaux perdent de nombreux votes et lors des élections de 1921, Sacchi ne réussit pas à être réélu au Parlement italien. 
Ettore Sacchi meurt le 6 avril 1924 à Rome dans la pauvreté.